# Adrianus Simonis
Adrianus Johannes Simonis (n. 26 noiembrie 1931, Lisse, Olanda de Sud, Țările de Jos – d. 2 septembrie 2020, Sassenheim⁠(d), Teylingen, Olanda de Sud, Țările de Jos) a fost un cardinal din Țările de Jos, arhiepiscop romano-catolic de Utrecht între 1983-2007 și mitropolit al provinciei ecleziastice romano-catolice a Țărilor de Jos în aceeași perioadă. Între 1970-1983 a fost episcop de Rotterdam. Din 14 aprilie 2007 și până la instalarea succesorului său, Willem Jacobus Eijk, în data de 26 ianuarie 2008, a condus Arhiepiscopia de Utrecht ca administrator apostolic.